# Нестор (Фомин)
Епи́скоп Не́стор (в миру Никола́й Дми́триевич Фоми́н; 31 августа 1849, местечко Юрбург, Ковенская губерния — 19 августа 1910) — епископ Русской православной церкви, епископ Новгород-Северский, викарий Черниговской епархии.

## Биография
Родился 31 августа 1849 года в местечке Юрбург Ковенской губернии, в семье генерал-майора Д. И. Фомина, начальника таможенного округа на прусской границе.
В 1870 году окончил Императорское училище правоведения, по первому разряду и поступил на службу в ведомство Министерства Юстиции.
В 1881 году произведён за выслугу лет в чин коллежского советника.
В 1884 году перешёл в Варшавский Окружной Суд.
В 1887 году по благословению архиепископа Варшавского Леонтия (Лебединского) уволился от службы по судебному ведомству и поступил в Санкт-Петербургскую духовную академию.
16 сентября 1889 года пострижен в монашество и был рукоположён в сан иеродиакона, а 2 февраля 1890 года — во иеромонаха.
В 1891 году окончил академию со степенью кандидата богословия. Поступил в число братии Александро-Невской Лавры, но пробыл там всего два месяца.
С 16 августа 1891 года — наместник Свято-Духова монастыря в Вильно.
25 мая 1892 года возведён в сан архимандрита.
С 28 апреля 1895 года — настоятель Александро-Невской церкви в городе По и Церковь Покрова Богородицы и святого Александра Невского в Биаррице.
15 апреля 1901 года в Нижнем Новгороде хиротонисан во епископа Балахнинского, викария Нижегородской епархии. Чин хиротонии совершали: архиепископ Казанский и Свияжский Арсений (Брянцев), епископ Нижегородский и Арзамасский Назарий (Кириллов), епископ Муромский Платон (Грузов) и епископ Вятский и Слободский Алексий (Опоцкий).
4 ноября 1903 года — епископ Новгород-Северский, викарий Черниговской епархии.
Скончался 19 августа 1910 года. Погребён в правом приделе Успенского храма Елецкого монастыря во имя Святого Апостола Иакова.